# Elena Filatova
Elena Vladímirovna Filátova —en ruso: Елена Владимировна Филатова— (Prípiat, 1974) es una motorista, fotógrafa y escritora ucraniana, que ganó fama en internet en 2004 bajo el seudónimo de KiddOfSpeed después de que su sitio web fuera mencionado en Slashdot.

## Biografía

### Fotos de Chernóbil y viaje en moto
En su sitio web, colgó imágenes que había realizado durante su viaje en moto a la central nuclear de Chernóbil, 18 años después del accidente nuclear de Chernóbil. Principalmente visitó la ciudad abandonada de Prípiat, Ucrania.
Filátova realizó numerosas fotografías de edificios, casas campestres, de un parque de atracciones oxidado, del interior de escuelas y hogares, e incluso de un par de personas que habían regresado al área de exclusión contaminada por radioisótopos. Las imágenes se encuentran ordenadas en torno a la historia de una joven que con su moto consigue un permiso especial que le habilita para visitar a solas la zona radiactiva de exclusión establecida en torno al reactor nuclear. Sin embargo, guías de turismo de Chernóbil y algunos turistas afirman que Elena visitó la zona de exclusión únicamente como parte de un viaje organizado. El guía de Chernóbil Yuriy Tatarchuk recuerda que Filátova «realizó el tour, luciendo una chaqueta de cuero de motorista posando para las fotos». Su sitio web fue creado poco después.

### Crítica y respuesta
El 16 de mayo de 2004, Filátova publica en su sitio web que fue «acusada de que la historia contenía más poesía que realidad». En parte aceptó esta acusación; pero el 24 de mayo retiró la nota.

## Otros proyectos
Entre sus proyectos más recientes está el fotorreportaje sobre el muro de la serpiente, próximo a la ciudad de Kiev, su lugar de residencia. El reportaje contiene fotos de Filatova explorando una antigua muralla y modernas fortificaciones de la Segunda Guerra Mundial construida sobre sus restos. También incluye la historia de la región durante la Revolución de Octubre de 1917 y de la invasión nazi de la Unión Soviética.
Otros enlaces de su web muestra el fotodiario realizado por ella misma del día de la Revolución Naranja de Ucrania. En marzo de 2007, publica nuevas fotos de los alrededores del área de Chernóbil que fueron tomadas más recientemente.
Uno de los últimos proyectos en su web son fotos del campo de prisioneros abandonado de Stalin.